# Megalomphalus troudei
Megalomphalus troudei is een slakkensoort uit de familie van de Vanikoridae. De wetenschappelijke naam van de soort is voor het eerst geldig gepubliceerd in 1908 door Bavay.